# Crespino
Crespino est une commune italienne de la province de Rovigo dans la région Vénétie en Italie.

## Administration
| Période                                  | Période | Identité | Étiquette | Qualité |
| ---------------------------------------- | ------- | -------- | --------- | ------- |
|                                          |         |          |           |         |
| Les données manquantes sont à compléter. |         |          |           |         |

### Hameaux
Arginello, Il Gorgo, La Banchina di Sopra, La Ruota, La Zagatta, Passodoppio, San Cassiano, Selva

### Communes limitrophes
Berra, Ceregnano, Gavello, Guarda Veneta, Pontecchio Polesine, Ro (Italie), Rovigo, Villanova Marchesana